# 타이베이 유럽 국제 학교

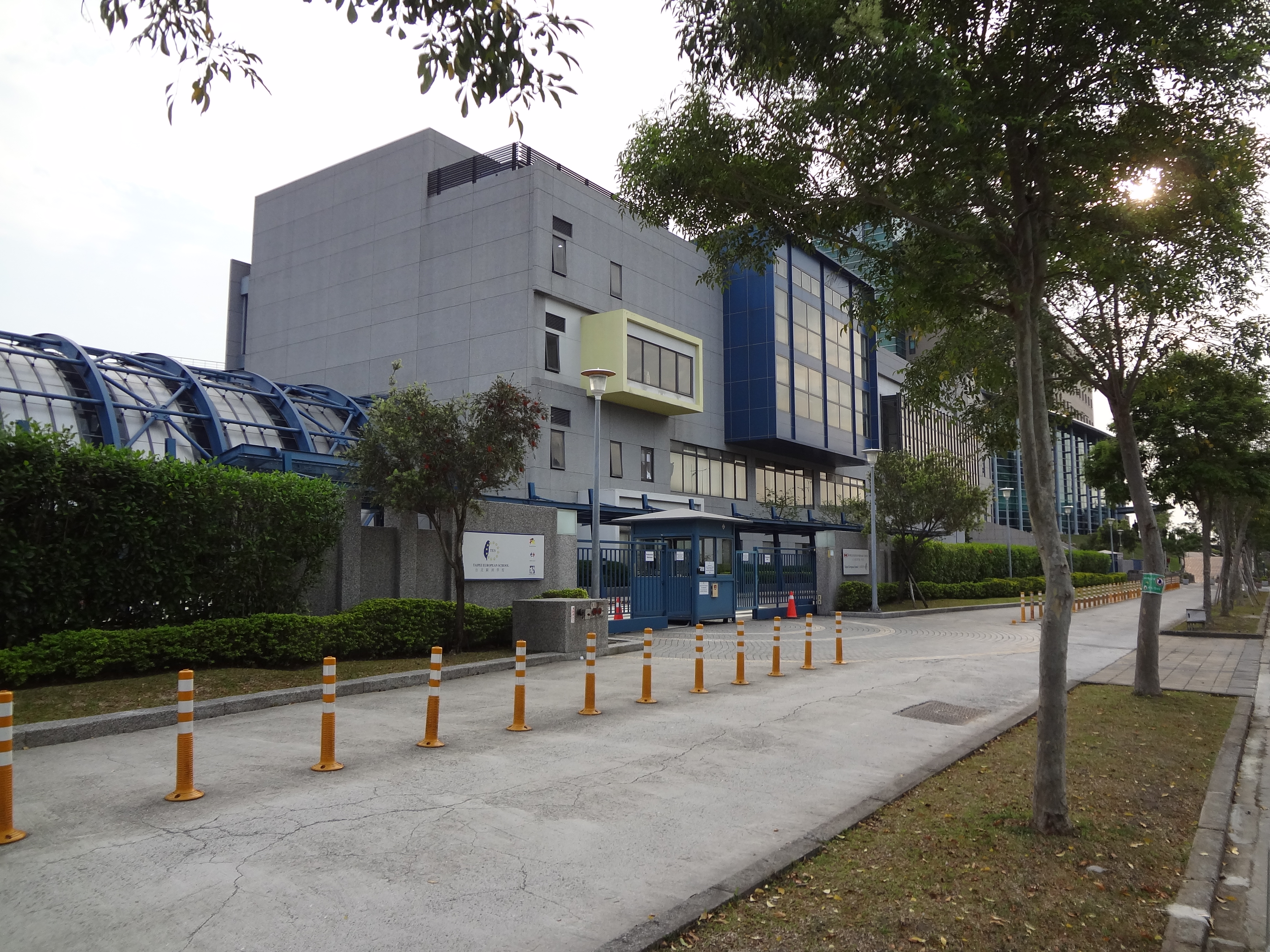

타이베이 유럽 국제 학교(台北歐洲學校)는 중화민국 타이완 타이베이 소재 사립 12년제 국제 초중고등학교이다. 이 학교는 1990년에 첫 개교되었다.